# Руські Парки
Руські Парки́ (рос. Русские Парки, ерз. Рузонь Парки) — присілок у складі Атюр'євського району Мордовії, Росія. Входить до складу Новочадовського сільського поселення.
Населення — 7 осіб (2010; 24 у 2002).
Національний склад станом на 2002 рік:
- росіяни — 83 %